# 押田浩幸
押田 浩幸（おしだ ひろゆき、1961年3月23日 - ）は日本の男性声優。アーツビジョン / 劇団あかぺら倶楽部所属。神奈川県出身。

## 略歴
勝田声優学院卒業。
以前はウィットプロモーション、アールグルッペに所属していた。

## 人物
趣味・特技は草サッカー、フットサル。

## 出演

### テレビアニメ
- RPG伝説ヘポイ（1990年 - 1991年、兵士、シェフA）
- 横山光輝 三国志（1992年）
- 覇王大系リューナイト（1994年 - 1995年、ピラニーB[1]、ドワーフ[1]、兵士[1]、伝令兵[1]、部下B、船員B、アレックス 他）
- セイバーマリオネットJ（1996年 - 1998年、大家、長屋の住人、キャスター、町奴のチャッピー、ジョイ、権造、男衆、龍巳、団長、地獄三兄弟、棟梁 他） - 2シリーズ[一覧 1]）
- イソップワールド（1999年、クマおやじ、ウサギC、召使B）
- モンスターファーム〜円盤石の秘密〜（1999年、イブの父）
- 魔法戦士リウイ（2001年、主人）
- スクラップド・プリンセス（2003年、パン屋さん 他）
- SPACE PIRATE CAPTAIN HERLOCK（2003年、船員 他）
- ケモノヅメ（2006年、梅田槍一、掃除屋C）

### OVA
- I・R・I・A ZEIRAM THE ANIMATION（1994年、乗員[1]、討伐員）
- 湘南純愛組!（1994年、八重山、交機、男A）
- 覇王大系リューナイト アデュー・レジェンド（1994年 - 1996年、村人、爺さん、飛空族A、飛空族、騎士B、兵士） - 2作品[一覧 2]
- またまたセイバーマリオネットJ（1997年、ジョイ）
- スライム冒険記 ウルフくん がんばるの巻（1998年、ギガンテス）

### 劇場アニメ
- スプリガン（1998年、警備員 他）

### ゲーム
- ダブルキャスト（1998年、青梅）
- Little Lovers SHE SO GAME（1999年、古口）
- ZONE OF THE ENDERS Z.O.E（2001年、ナイトレイド）

### ドラマCD
- 覇王大系リューナイト CDシネマ1「カイオリスへの旅立ち」第1章（男A）
- 覇王大系リューナイト CDシネマ4「ティア・ダナーンの闘い」最終章（リュー使いB）

### CM
- 中越運送（お父さん）

### ナレーション
- 三愛石油（マネージャー）

### 舞台
- 劇団あかぺら倶楽部 各作品

### シリーズ一覧
1. ↑  第1作（1996年）、第2作『J to X』（1998年）
2. ↑  『覇王大系リューナイト アデュー・レジェンド』（1994年 - 1995年）、『II』（1995年 - 1996年）